# 紅盲鰻
紅盲鰻（學名：Rubicundus rubicundus），又稱紅尾黏盲鰻，為盲鰻科紅盲鰻屬下的一個種，分布於西北太平洋台灣東北部海域，為特有種，深度可達800公尺，本魚體延長呈圓柱狀，體後方側扁，眼退化為皮膚所覆蓋，無上下頜，黏液孔總數為100-102個，體呈粉紅色，體長可達46.4公分，棲息在深海，屬肉食性，沒有交配器官，性腺位於腹膜腔內，卵巢位於性腺的前部，睾丸位於性腺的後部，若性腺的顱部發育，則動物成為雌性；若性腺的尾部發生分化，則動物成為雄性，生活習性不明。